# سانت‌آندرا دی کونتزا
سانت‌آندرا دی کونتزا (به ایتالیایی: Sant'Andrea di Conza) یک کومونه در ایتالیا است که در استان آولینو واقع شده‌است. سانت‌آندرا دی کونتزا ۶ کیلومتر مربع مساحت و ۱٬۹۳۰ نفر جمعیت دارد و ۶۶۰ متر بالاتر از سطح دریا واقع شده‌است.